# Lys Gomis
Lys Gomis est un ancien footballeur international sénégalais né le 6 octobre 1989 à Coni. Il évoluait au poste de gardien de but.

## Biographie
Lys Gomis est le frère de Alfred Gomis, également gardien international.

## Carrière
- 2007-201. : Torino FC ( Italie)
  - 2008-2009 : SPAL 1907 ( Italie)
  - 2010-2011 : AS Casale Calcio ( Italie)
  - 2013 : Ascoli Calcio ( Italie)
  - 2014-201. : Trapani Calcio ( Italie)